# Ian Irvine
Pour les articles homonymes, voir Irvine.
Œuvres principales
- A Shadow on the Glass

Ian Irvine, né en 1950 à Bathurst en Australie, est un écrivain d'heroic fantasy et un océanologue australien.

## Carrière
Ian Irvine est né à Bathurst, Nouvelle-Galles du Sud en 1950. Il a fait ses études au Chevalier College et à l'université de Sydney où il a obtenu un doctorat en océanologie portant sur la gestion des sédiments contaminés.
Ayant fondé sa propre firme de consultance en environnement en 1986, Ian Irvine a obtenu des contrats aussi bien en Australie qu'à l'étranger (république de Maurice, Bali, Fidji, Samoa). Il a joué un rôle dans le développement des directives australiennes pour la protection de l'environnement océanique.
Irvine commença la rédaction de sa première tétralogie, The View from the Mirror, en 1987. Le premier volume, A Shadow on the Glass, fut publié en 1998 et rapidement suivi des trois autres (1998-1999).
Ian Irvine est marié et habite dans les montagnes au nord des Nouvelle-Galles du Sud.

## Œuvres

### SérieThe Human Rites
1. (en) The Last Albatross, 2000
2. (en) Terminator Gene, 2003
3. (en) The Life Lottery, 2004

### UniversThe Three Worlds

#### SérieView from the Mirror
1. (en) A Shadow on the Glass, 1998
2. (en) The Tower on the Rift, 1998
3. (en) Dark is the Moon, 1999
4. (en) The Way Between the Worlds, 1999

#### SérieWell of Echoes
1. (en) Geomancer, 2001
2. (en) Tetrarch, 2002
3. (en) Scrutator, 2003
4. (en) Chimaera, 2004

#### SérieSong of the Tears
1. (en) Torments of the Traitor, 2006
2. (en) The Curse on the Chosen, 2007
3. (en) The Destiny of the Dead, 2008

#### SérieThe Gate of Good and Evil
1. (en) The Summon Stone, 2016
2. (en) The Fatal Gate, 2017

### SérieRuncible Jones
1. (en) The Gate to Nowhere, 2006
2. (en) The Buried City, 2007
3. (en) The Frozen Compass, 2008
4. (en) The Backwards Hourglass, 2010

### SérieSorcerer's Tower
1. (en) Thorn Castle, 2008
2. (en) Giant's Lair, 2008
3. (en) Black Crypt, 2008
4. (en) Wizardry Crag, 2008

### SérieGrim and Grimmer
1. (en) The Headless Highwayman, 2010
2. (en) The Grasping Goblin, 2010
3. (en) The Desperate Dwarf, 2011
4. (en) The Calamitous Queen, 2011

### SérieThe Tainted Realm
1. (en) Vengeance, 2011
2. (en) Rebellion, 2012
3. (en) Justice, 2013